# Мавринка (село, Ершовский район)
Мавринка — село в Ершовском районе Саратовской области, в составе сельского поселения Декабристское муниципальное образование. 
Население — 8 (2010)

## История
Владельческий хутор Мавринка (он же Берёзовый Кордон) упоминается в Списке населённых мест Российской империи по сведениям за 1859 год. Хутор относился к Новоузенскому уезду Самарской губернии. В Мавринке проживало около 300 жителей. 
Согласно Списку населённых мест Самарской губернии 1910 года сельцо Мавринка относилось к Верхне-Кушумской волости, здесь проживало 291 мужчина и 288 женщин, село населяли бывшие помещичьи крестьяне, преимущественно русские, православные, в сельце имелись церковь, церковно-приходская школа, 2 ветряные мельницы.
В 1919 году в составе Новоузенского уезда село включено в состав Саратовской губернии.

## Физико-географическая характеристика
Село находится в Заволжье, в пределах Сыртовой равнины, относящейся к Восточно-Европейской равнине, на правом берегу реки Большой Узень, на высоте около 60 метров над уровнем моря. Почвы - тёмно-каштановые.
Село расположено примерно в 16 км по прямой в юго-восточном направлении от районного центра города Ершов. 
Часовой пояс
Мавринка, как и вся Саратовская область, находится в часовой зоне МСК+1. Смещение применяемого времени относительно UTC составляет +4:00.

## Население
Динамика численности населения по годам:
| Годы      | 1859 | 1889 | 1910 | 2002 |
| --------- | ---- | ---- | ---- | ---- |
| Население | 299  | 522  | 579  | 78   |

| 2010 |
| ---- |
| 8    |